# Mladé varhany
Festival Mladé varhany pořádá Kruh přátel hudby "Opočenská beseda" v Mariánském kostelíku v Opočně. 

## Historie
Opočenská beseda navázala v roce 1992 na přerušené tradice Občanské besedy, která vznikla roku 1863. Předsedou besedy je nyní Ivo Kašpar, který každý rok pořádá řadu koncertů klasické hudby v prostorách opočenského zámku, Mariánského kostelíku a Kodymova kulturního domu. Od roku 2006, kdy byly v Mariánském kostelíku postaveny nové koncertní varhany, pořádá vždy v srpnu i festival Mladé varhany. Mladé varhany 2008 jsou zaměřeny na uvádění díla hudebního skladatele Luboše Sluky, který v té době slaví své 80. narozeniny a který se v Opočně narodil.

## Interpreti
Vystoupili zde varhaníci: Petr Čech, Přemysl Kšica, Pavel Svoboda, Michal Hanuš, Kateřina Jirešová, Lucie Žáková, Daniela Kosinová, Petr Hostinský a další.